# غوينيفير

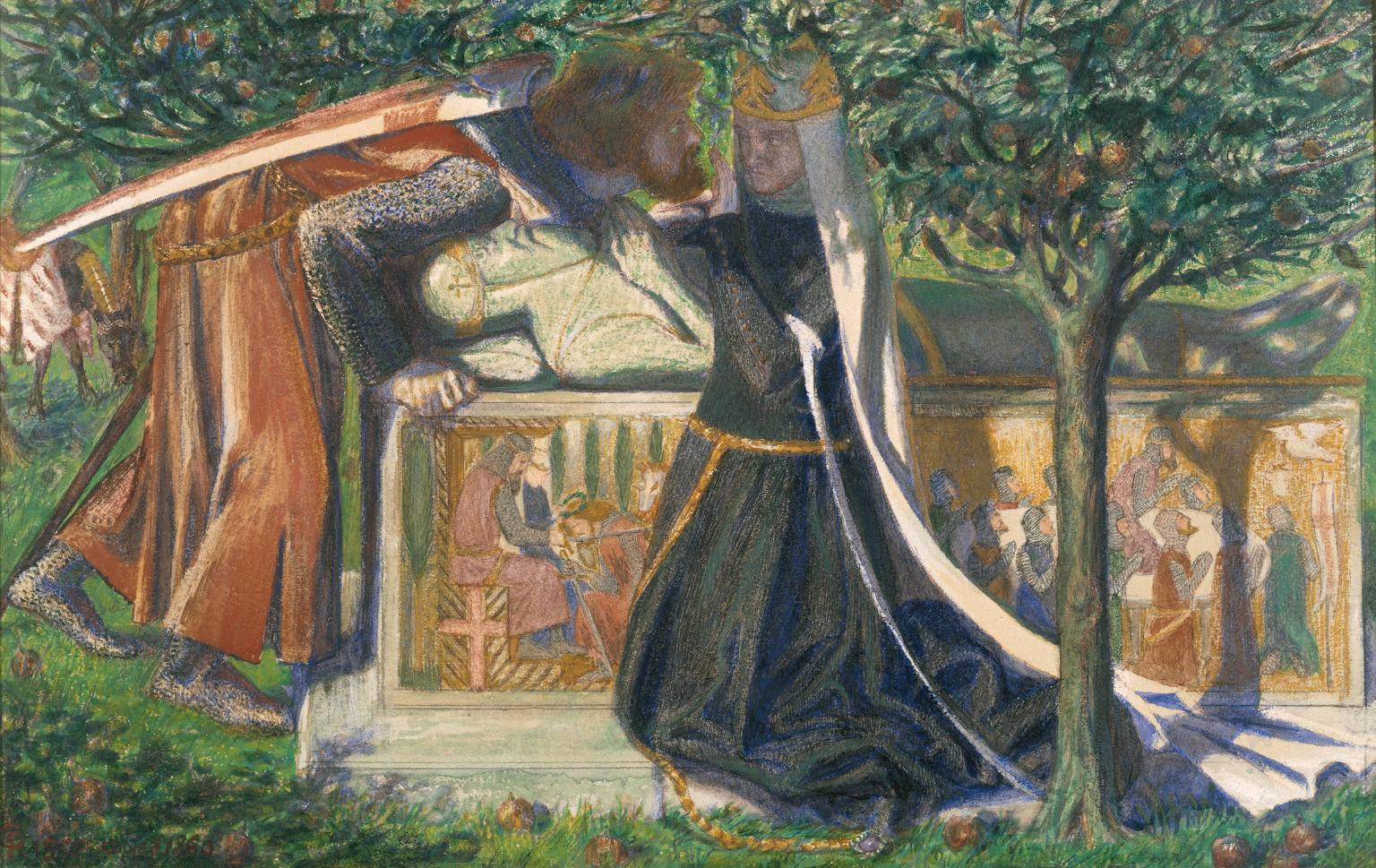
غوينيفير ولانسلوت واللقاء الأخير بينهما عند قبر آرثر

غوينيفير (بالإنجليزية: Guinevere، تُلفظ /ˈɡwɪnɪvɪər/؛ بالويلزية: Gwenhwyfar؛ بالبردونية: Gwenivar؛ وبالكورنية: Gwynnever)، وتُكتب أحيانًا في الإنجليزية الحديثة بأشكال مثل Guenevere أو Guenever، كانت، وفقًا لأسطورة الملك آرثر، ملكة بريطانية من العصور الوسطى المبكرة وزوجة الملك آرثر. ذُكرت لأول مرة في الأدب في أوائل القرن الثاني عشر، أي بعد نحو 700 عام من الفترة المفترضة لحياة آرثر، ومنذ ذلك الحين، صُوّرت غوينيفير في طيف واسع من الصور؛ تراوحت بين خائنة انتهازية ذات عيوب قاتلة، إلى سيدة نبيلة وفاضلة.
من الموضوعات المتكررة في الروايات المختلفة للأسطورة، قصة اختطاف غوينيفير أو إنقاذها من خطر ما، حيث تظهر هذه الحبكة بشكل بارز ومتكرر.
أول ظهور مؤرخ لغوينيفير كان في تاريخ ملوك بريطانيا، وهو سجل زائف التاريخ ألّفه جيفري من مونماوث، حيث تُغوى من قبل موردريد [الإنجليزية] خلال تمرده المشؤوم ضد آرثر. أما في تقاليد الرومانسية الآرثرية التي نشأت لاحقًا في فرنسا، فبرزت قصة حب مأساوية بين غوينيفير وأفضل فرسان زوجها وصديقه الموثوق، لانسلوت، وهي علاقة تؤدي بشكل غير مباشر إلى موت آرثر وسقوط مملكته. وقد ظهرت هذه الفكرة لأول مرة بشكل بدائي في قصيدة لانسلوت، فارس العربة للشاعر كريتيان دي تروا، قبل أن تتوسع بشكل كبير في سلسلة لانسلوت-القدّيس الكأس النثرية، والتي شكّلت جزءًا كبيرًا من نواة السرد في العمل الإنجليزي الشهير موت آرثر لتوماس مالوري.
تشمل موضوعات أخرى وردت في عمل مالوري وغيره من النصوص، عقم غوينيفير المعتاد، ومؤامرة التوأم الشرير لها الذي يسعى إلى أخذ مكانها، والعداء الخاص الذي أظهرته لها أخت زوجها مورغان.

ظلت غوينيفير شخصية بارزة في العديد من التكييفات الأدبية والفنية للأسطورة منذ إحياء الأسطورة الآرثرية في القرن التاسع عشر. وغالبًا ما تُصوَّر في الأعمال الحديثة، لا سيما المتأثرة بمالوري، من خلال علاقتها غير المشروعة مع لانسلوت، والتي تُعد سمة محورية في تشكيل ملامح شخصيتها.

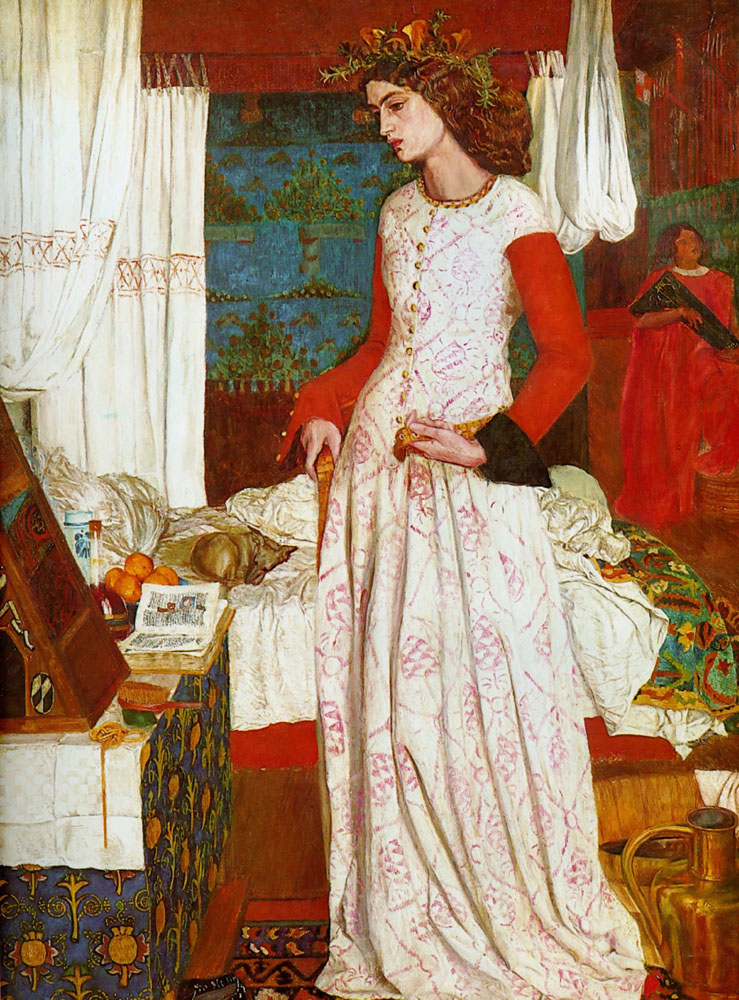
غوينيفير بريشة ويليام موريس

## أصل غوينيفير
تكلم عنها جيفري المونموثي وسماها غوانهومارا، حيث جعلها سيدة رومانية، لكن الحكايات العامة تقول بأنها ولدت في كوروال وأنها ابنة الملك لودغرانس. قام روبير واس بترجمة أعمال جيفري، ولكن كان واضحا أنه كان على علم بالحكايات الشعبية واستعملها، ودمج هاتين الإثنتين، فقال بأنها كانت رومانية الأصل من ناحية الأم، لكنها كانت قريبة كادور دوق كورنوال الذي رباها.
الحكايات التي تتعلق بغوينيفير مختلطة بالتأكيد وتتطلب دراسة أعمق. والثواليث الويلزية تعرف أكثر من ثلاثة نساء يدعين غوينويفار؛ وجيرالد الويلزي يتكلم عن اكتشاف القبور الملكية في غلاستونبري، ويتكلم عن بقايا وجدت عرفت بأنها زوجة آرثر الثانية؛ وقصائد مرلين تظهر غوينيفير بأن لها أختا لقيطة غير شقيقة بنفس الاسم، والتي تشبهها بشدة؛ ولانسلوت يروي كيف أن هذه السيدة التي اعتمدت على التشابه، أقنعت آرثر بأنها كانت الابنة الحقيقية للودغرانس، وأن الملكة هي أختها اللقيطة. وهذه القصة عن غوينيفير المزيفة محيرة للغاية.

## حكايات غوينيفير
بالنسبة لأغلبية القراء الإنجليز فإن غوينيفير معروفة أكثر بعلاقتها مع الفارس لانسلوت، وهي قصة أخذت شكلا مختلفا بين يدي مالوري وتينيسن، عن المفهوم الأصلي للقصة، وكان بشكل أكثر حيوية إقناعا. في الحكايات الفرنسية فقد كان لانسلوت إضافة لاحقة إلى السلسلة الآرثرية، وولادته لم تسجل حتى بعد فترة طويلة زواج آرثر وغوينيفير، وهو على الأقل أصغر بعشرين سنة من الملكة.
كانت العلاقة بينهما كانت ذات طابع تقليدي ولطيف، ويفتقر كليا إلى العاطفة الدرامية الأصيلة التي تميز قصة حب تريستان وإيزولد. أخذت حكايات لانسلوت وغوينيفير شكلا وطابعا في الجو الاصطناعي الذي شجعه رعاة مثل هذا النوع من الأدب مثل إليانور آكيتيان وابنتها ماري كونتيسة شامباني (للتي كتب لها كريتيان دي تروا فارس لا شاريت)، وهي تعكس المبادئ الأخلاقية الاجتماعية في وقت عندما كان الحب بين الزوج والزوجة مستحيلا.
لكن مع أن غوينيفير غيرت حبيبها، فإن حكايات خيانتها ترجع لوقت أبكر وشكلت جزءا من الأشكال الأولية للأسطورة الآرثرية. وأما من كان حبيبها الأصلي فهو موضع شك؛ ويروي كتاب حياة غيلداس Vita Gildae كيف حملها ميلواس ملك أيستيفا ريغيس (بلاد الصيف وربما يقصد سومرست) إلى غلاستونبيري، حيث ذهب آرثر على رأس جيش ليلحق الخاطف. وهناك جزء من قصيدة ويلزية يظهر أنها تؤكد هذه الحكاية، والذي يقع بالتأكيد في أصل اختطافها التالي من قبل ميليغونت.
في لانزيليت بقلم أولريخ فون زاتزيكوفن كان المختطف يدعى فالرين. القصة في هذه الأشكال تمثل اختطافا من العالم الآخر. أي جزء لافت للنظر في الحوارات الويلزية، والذي طبعه الأستاذ رايز في دراساته على الأسطورة الآرثرية، والتي تظهر سير كاي بأنه المختطف، وفي السجلات المزيفة والحكايات المستندة عليها فالمختطف كان موردرد، وفي السجلات ليس هناك شك بأن السيدة لم تكن ضحية الاختطاف رغم إرادتها. وعند هزيمة موردرد النهائية تذهب إلى دير راهبات وتلبس الحجاب ولا يسمع منها بعد هذا.
لايامون، في ترجمته لأعمال واس يعالج عمله الأصلي كما عالج واس أعمال جيفري، يقول أنه كانت هناك حكاية بأنها أغرقت نفسها، وبأن ذكراها وذكرى موردرد كانت مكروهة في كل أرض، حتى لا يصلي أحد على أرواحهم. من ناحية أخرى هناك بعض الحكايات، مثل حكاية برسيفال، تظهرها بشخصية رائعة. والحقيقة فمن المحتمل أن قصة خيانة الزوجة كانت جزءا أصيلا من قصة آرثر، والذي أهمل لفترة من الوقت، وأتى ثانية إلى النور بالحالة الاجتماعية للبلاط الذي أعدت لأجله الحكايات اللاحقة؛ وهو في هذا الشكل اللاحق والمعدل هو الذي أتانا من الحكاية وأصبح مألوفة إلينا.

## كتب عن غوينيفير
- ثلاثيّة غوينيفير للكاتبة روزاليند مايلز